# Acartia spinata
Acartia spinata är en kräftdjursart som beskrevs av Esterly 1911. Acartia spinata ingår i släktet Acartia och familjen Acartiidae. Inga underarter finns listade i Catalogue of Life.